# Варцаба Ігор Петрович
Ігор Петрович Варцаба (нар. 28 січня 1991, Дніпропетровськ) — український футболіст, воротар СК "Полтава"

## Клубна кар'єра
Вихованець футбольної академії дніпропетровського «Дніпра».
Із 2007 року почав залучатися до ігор команди дублерів «Дніпра», з 2010 року став одним з основних голкіперів цієї команди.
2012 року декілька разів потрапляв до заявки головної команди «Дніпра» на матчі української першості як резервний воротар. Дебют в основному складі дніпропетровської команди відбувся 19 травня 2013 року у грі проти харківського «Металіста» та був викликаний тим, що допомогти команді у грі проти принципового суперника через травми не могли ані основний голкіпер Ян Лаштувка, ані його дублер Денис Шеліхов. Відстояв у воротах «Дніпра» й наступну гру чемпіонату, проти львівських «Карпат».
У лютому 2015 року перейшов в оренду до «Нафтовика-Укрнафти».
Узимку 2016/17 залишив дніпровську команду.
У липні 2018 року підписав контракт із МФК «Металург» Запоріжжя.

## Виступи у збірних
Протягом 2007—2009 років провів по дві гри у складі юнацьких збірних команд України з гравців до 17 та до 18 років.
Має в активі одну офіційну гру у складі молодіжної збірної України — провів на полі другий тайм контрольного поєдинку проти російських однолітків 9 лютого 2011 року.